# Patelnia (półwysep)

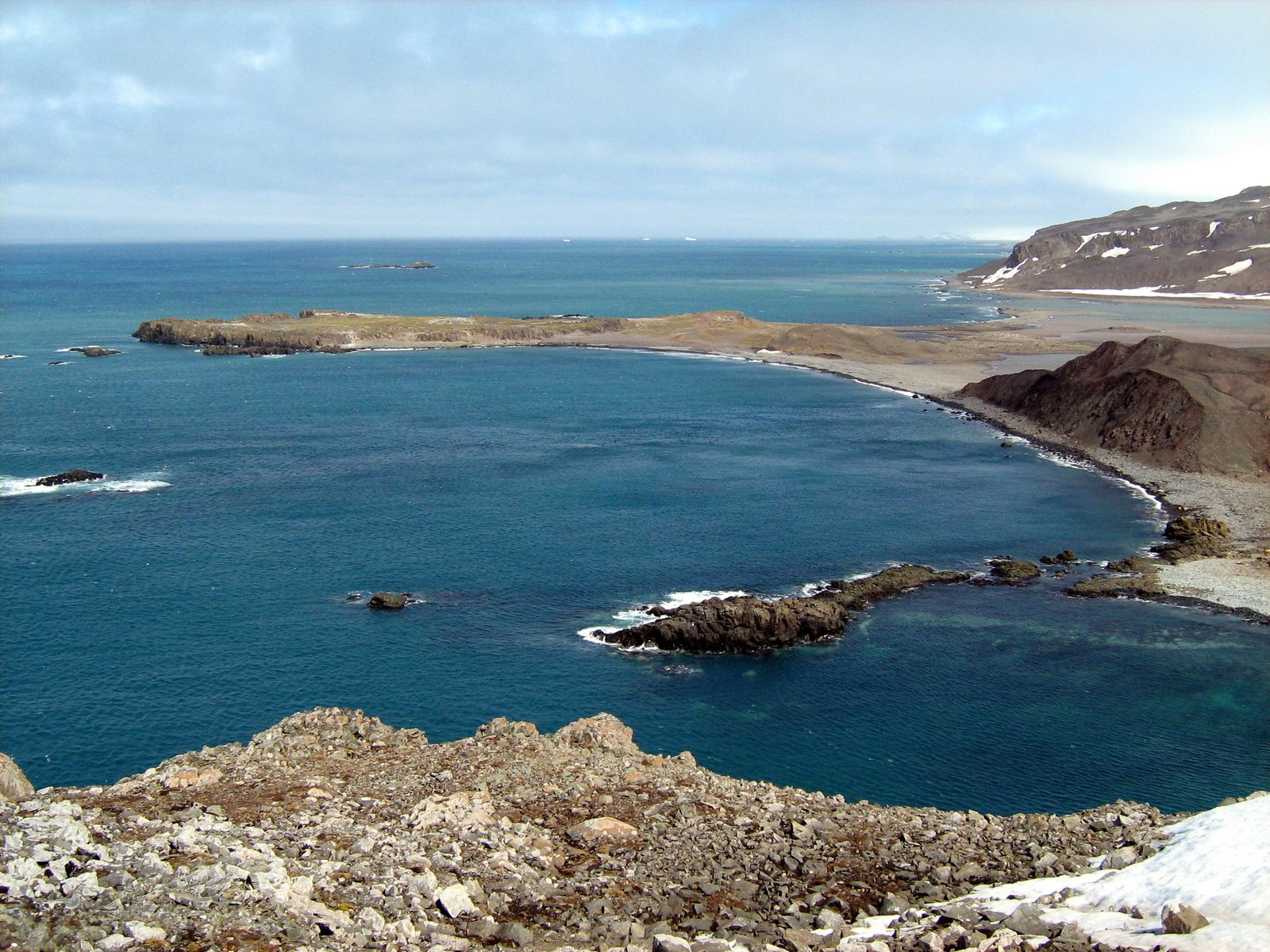
Półwyspy Rondel (na pierwszym planie) i Patelnia

Patelnia (ang. Telefon Point) – półwysep w Cieśninie Bransfielda na południowym wybrzeżu Wyspy Króla Jerzego, między Głową Cukru a Czerwonym Wzgórzem. Leży na terenie  Szczególnie Chronionego Obszaru Antarktyki "Zachodni brzeg Zatoki Admiralicji" (ASPA 128). U jego nasady rozpościera się Wietrzny Lodowiec. Nazwa, nadana w 1980 roku przez polską ekspedycję naukową, nawiązuje do płaskiej, skalistej powierzchni półwyspu, na której wygrzewają się w słońcu liczne pingwiny maskowe, słonie morskie i uchatki antarktyczne.